# Stygioides psyche
Stygioides psyche is een vlinder uit de familie van de houtboorders (Cossidae). De wetenschappelijke naam van deze soort is voor het eerst voorgesteld als Stygia psyche door Grigori Jefimovitsj Groemm-Grzjimajlo in een publicatie uit 1893.
De soort komt voor in Oezbekistan.